# Eriopyga magnifica
Eriopyga magnifica är en fjärilsart som beskrevs av Hans Zerny 1916. Eriopyga magnifica ingår i släktet Eriopyga och familjen nattflyn. Inga underarter finns listade i Catalogue of Life.